# Región de Haut-Sassandra
Haut-Sassandra es una de las 31 regiones que componen Costa de Marfil. La capital es Daloa. Ocupando 15.200 km², su población es de (2002 estimado) 1.186.600 habitantes. 
Está formada por los siguientes departamentos, que se muestran con población de mayo de 2014:
- Daloa 591,633
- Issia 327,901
- Vavoua 400,912
- Zoukougbeu 110,514[2]